# 奥出雲町
奥出雲町（おくいずもちょう）は、島根県の東部、仁多郡の町。

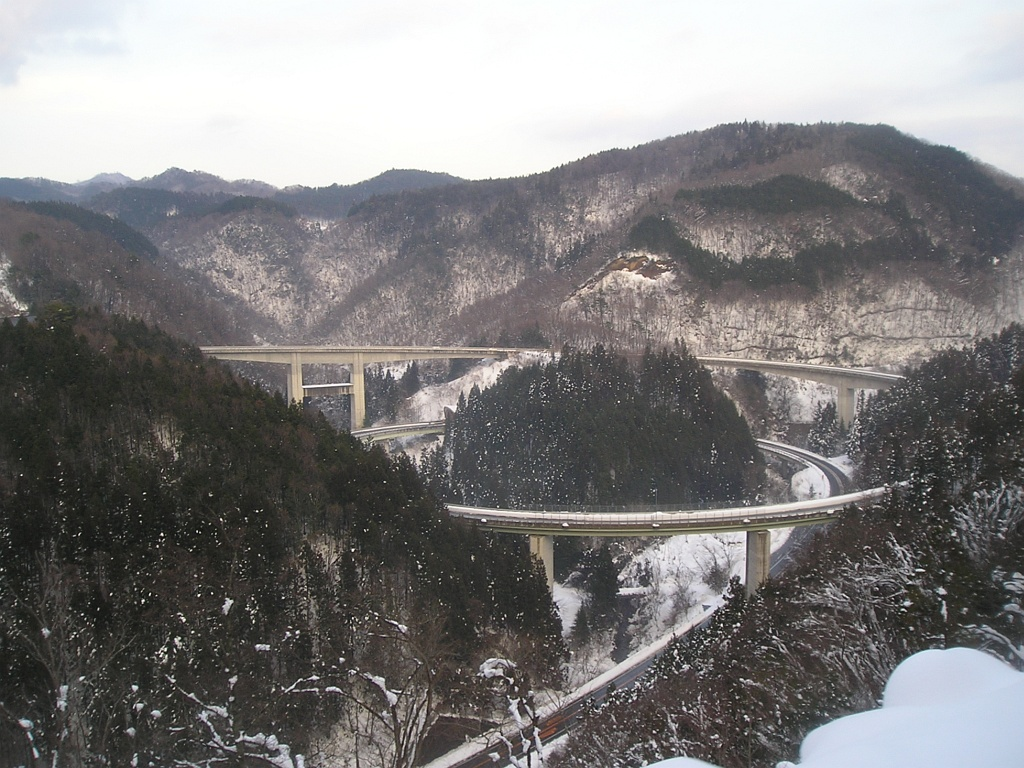
奥出雲おろちループ

## 地理
島根県の東部の山間地域に位置し、中国山地の準平原面にあたる200m～400mの起伏の緩やかな山地が多いものの、横田・馬木・亀嵩・阿井などには広い盆地が発達している。急峻な山地は県境付近と雲南市との境周辺に限られ、また町全体が豪雪地帯となっている。
一級河川である斐伊川の源流部にあたり、その支流として室原川、亀嵩川、大馬木川、三沢川、八代川、阿井川などがある。主な山は南部地域に出雲地域の最高峰でもある猿政山(1267m)があり、その他船通山(1142m)、吾妻山(1238m)、鯛ノ巣山(1026m)などがある。広島・島根県境付近では江の川水系と斐伊川水系の間に顕著な河川争奪地形が見られ、斐伊川水系側に急峻な地形が発達している（典型例：三井野原・平家平、上阿井王貫峠）。このエリアは、豊かな自然に恵まれていることから比婆道後帝釈国定公園に指定されている。
町域の大部分は中生代白亜紀最末期から新生代第三紀の花崗岩をはじめとする深成岩体からなり、一部に白亜紀後期および第三紀の火山岩があり、わずかに中期中新世の堆積岩、第四紀の玄武岩などが露出する。深成岩類の多くは深部風化のため真砂化しており、これより産する砂鉄を利用したたたら製鉄が盛んに行われた。

### 地区
旧仁多町
- 布勢地区
  - 佐白
  - 八代
    - 西部
    - 中村
    - 八代本町

  - 馬馳
    - 馬馳上
    - 馬馳下

  - 上三所
- 三沢地区
  - 鴨倉
    - 下鴨倉

  - 三沢
    - 原田
    - 布屋

  - 河内
- 三成地区
  - 三成
    - 矢谷
    - 朝日町
    - 宮の町
    - 湯の原
    - 上三成下
    - 上三成中
    - 上三成上
    - 美女原
    - 宇根

  - 三所
    - 里田
    - 角木

  - 高尾
- 亀嵩地区
  - 郡
  - 高田
  - 亀嵩
- 阿井地区
  - 下阿井
  - 上阿井
    - 上阿井平
    - 上阿井内谷

旧横田町
- 横田地区
  - 横田
    - 大市
    - 角

  - 稲原
  - 中村
- 鳥上地区
  - 大呂
  - 竹崎
- 八川地区
  - 下横田
  - 大谷
  - 八川
    - 本郷
    - 三井野
- 馬木地区
  - 大馬木
  - 小馬木

### 気候
| 横田（1991年 - 2020年）の気候      | 横田（1991年 - 2020年）の気候 | 横田（1991年 - 2020年）の気候 | 横田（1991年 - 2020年）の気候 | 横田（1991年 - 2020年）の気候 | 横田（1991年 - 2020年）の気候 | 横田（1991年 - 2020年）の気候 | 横田（1991年 - 2020年）の気候 | 横田（1991年 - 2020年）の気候 | 横田（1991年 - 2020年）の気候 | 横田（1991年 - 2020年）の気候 | 横田（1991年 - 2020年）の気候 | 横田（1991年 - 2020年）の気候 | 横田（1991年 - 2020年）の気候 |
| 月                                 | 1月                           | 2月                           | 3月                           | 4月                           | 5月                           | 6月                           | 7月                           | 8月                           | 9月                           | 10月                          | 11月                          | 12月                          | 年                            |
| ---------------------------------- | ----------------------------- | ----------------------------- | ----------------------------- | ----------------------------- | ----------------------------- | ----------------------------- | ----------------------------- | ----------------------------- | ----------------------------- | ----------------------------- | ----------------------------- | ----------------------------- | ----------------------------- |
| 最高気温記録 °C （°F）             | 16.1 (61)                     | 21.0 (69.8)                   | 24.2 (75.6)                   | 30.5 (86.9)                   | 32.7 (90.9)                   | 33.8 (92.8)                   | 35.9 (96.6)                   | 36.3 (97.3)                   | 35.7 (96.3)                   | 30.3 (86.5)                   | 26.4 (79.5)                   | 21.4 (70.5)                   | 36.3 (97.3)                   |
| 平均最高気温 °C （°F）             | 4.9 (40.8)                    | 6.2 (43.2)                    | 11.0 (51.8)                   | 17.6 (63.7)                   | 22.7 (72.9)                   | 25.7 (78.3)                   | 29.0 (84.2)                   | 30.3 (86.5)                   | 25.6 (78.1)                   | 20.1 (68.2)                   | 14.3 (57.7)                   | 7.8 (46)                      | 17.9 (64.2)                   |
| 日平均気温 °C （°F）               | 0.7 (33.3)                    | 1.4 (34.5)                    | 5.0 (41)                      | 10.7 (51.3)                   | 16.1 (61)                     | 20.0 (68)                     | 23.9 (75)                     | 24.6 (76.3)                   | 20.2 (68.4)                   | 14.0 (57.2)                   | 8.4 (47.1)                    | 3.1 (37.6)                    | 12.3 (54.1)                   |
| 平均最低気温 °C （°F）             | −2.9 (26.8)                   | −3.0 (26.6)                   | −0.5 (31.1)                   | 3.9 (39)                      | 9.7 (49.5)                    | 15.0 (59)                     | 19.8 (67.6)                   | 20.2 (68.4)                   | 15.8 (60.4)                   | 8.8 (47.8)                    | 3.3 (37.9)                    | −0.8 (30.6)                   | 7.4 (45.3)                    |
| 最低気温記録 °C （°F）             | −12.2 (10)                    | −13.1 (8.4)                   | −10.6 (12.9)                  | −5.2 (22.6)                   | −1.6 (29.1)                   | 4.7 (40.5)                    | 7.5 (45.5)                    | 11.4 (52.5)                   | 2.5 (36.5)                    | −0.7 (30.7)                   | −4.5 (23.9)                   | −11.5 (11.3)                  | −13.1 (8.4)                   |
| 降水量 mm （inch）                 | 143.1 (5.634)                 | 114.4 (4.504)                 | 129.5 (5.098)                 | 106.4 (4.189)                 | 114.2 (4.496)                 | 178.0 (7.008)                 | 237.3 (9.343)                 | 154.0 (6.063)                 | 210.7 (8.295)                 | 131.1 (5.161)                 | 96.1 (3.783)                  | 139.7 (5.5)                   | 1,754.6 (69.079)              |
| 降雪量 cm （inch）                 | 155 (61)                      | 128 (50.4)                    | 34 (13.4)                     | 0 (0)                         | 0 (0)                         | 0 (0)                         | 0 (0)                         | 0 (0)                         | 0 (0)                         | 0 (0)                         | 3 (1.2)                       | 86 (33.9)                     | 401 (157.9)                   |
| 平均降水日数 （≥1.0 mm）           | 18.6                          | 15.4                          | 14.9                          | 11.0                          | 10.2                          | 12.2                          | 13.6                          | 10.9                          | 12.1                          | 10.4                          | 12.5                          | 17.7                          | 159.6                         |
| 平均月間日照時間                   | 52.8                          | 68.4                          | 132.4                         | 180.5                         | 201.8                         | 149.0                         | 152.5                         | 182.2                         | 130.6                         | 135.4                         | 100.6                         | 63.6                          | 1,549.8                       |
| 出典1：Japan Meteorological Agency |                               |                               |                               |                               |                               |                               |                               |                               |                               |                               |                               |                               |                               |
| 出典2：気象庁                      |                               |                               |                               |                               |                               |                               |                               |                               |                               |                               |                               |                               |                               |

### 隣接する自治体
島根県
- 安来市
- 雲南市

鳥取県
- 日野郡日南町

広島県
- 庄原市

## 歴史
- 2005年（平成17年）3月31日 - 仁多郡仁多町・横田町が新設合併して奥出雲町が発足。

## 経済

### 産業
- 仁多米
- たたら吹き
- 亀嵩算盤

### 本社を置く主要企業
- 奥出雲仁多米
- 奥出雲交通

### 工場・事業所を置く主要企業
- 東洋製鉄出雲仁多工場

## 地域

### 人口
| |                                          |  |
| 奥出雲町と全国の年齢別人口分布（2005年） | 奥出雲町の年齢・男女別人口分布（2005年） |  |
| ■紫色 ― 奥出雲町 ■緑色 ― 日本全国 | ■青色 ― 男性 ■赤色 ― 女性                |  |
| 奥出雲町（に相当する地域）の人口の推移 \| 1970年（昭和45年） \| 20,878人 \| \| \| 1975年（昭和50年） \| 19,398人 \| \| \| 1980年（昭和55年） \| 19,057人 \| \| \| 1985年（昭和60年） \| 18,706人 \| \| \| 1990年（平成2年） \| 18,100人 \| \| \| 1995年（平成7年） \| 17,426人 \| \| \| 2000年（平成12年） \| 16,689人 \| \| \| 2005年（平成17年） \| 15,812人 \| \| \| 2010年（平成22年） \| 14,456人 \| \| \| 2015年（平成27年） \| 13,063人 \| \| \| 2020年（令和2年） \| 11,849人 \| \| |                                          |  |
| 総務省統計局 国勢調査より |                                          |  |
| 1970年（昭和45年） | 20,878人                                 |  |
| 1975年（昭和50年） | 19,398人                                 |  |
| 1980年（昭和55年） | 19,057人                                 |  |
| 1985年（昭和60年） | 18,706人                                 |  |
| 1990年（平成2年） | 18,100人                                 |  |
| 1995年（平成7年） | 17,426人                                 |  |
| 2000年（平成12年） | 16,689人                                 |  |
| 2005年（平成17年） | 15,812人                                 |  |
| 2010年（平成22年） | 14,456人                                 |  |
| 2015年（平成27年） | 13,063人                                 |  |
| 2020年（令和2年） | 11,849人                                 |  |

## 教育

### 小学校
すべて奥出雲町立である。2026年度、旧仁多町内の小学校は1校へ統合される予定。
- 布勢小学校
- 三成小学校
- 高尾小学校
- 亀嵩小学校
- 阿井小学校
- 三沢小学校
- 横田小学校

### 中学校
すべて奥出雲町立である
- 仁多中学校
- 横田中学校

### 高等学校
- 島根県立横田高等学校

### 専門学校
- 島根リハビリテーション学院
- 島根デザイン専門学校

## 交通

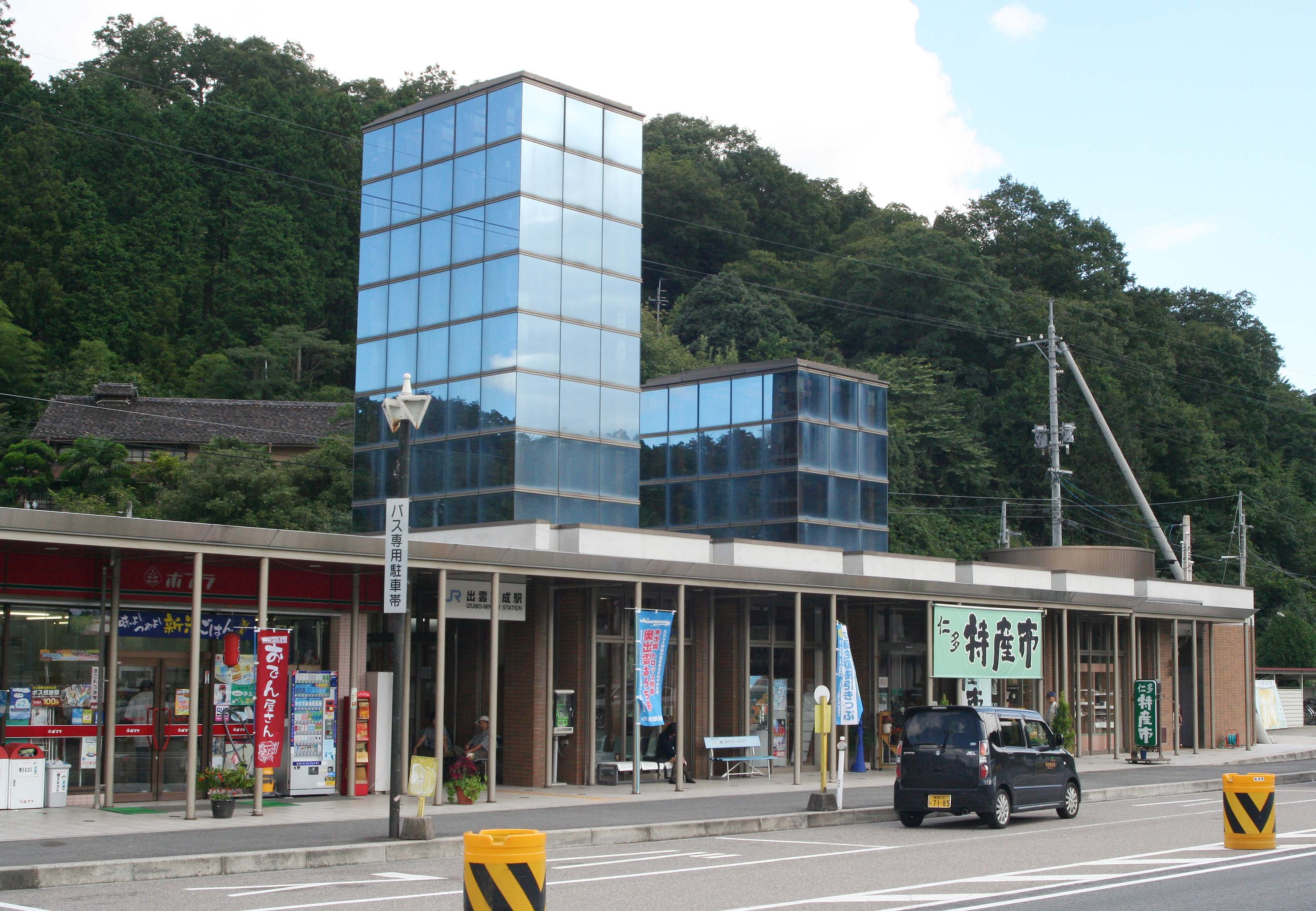
出雲三成駅

### 鉄道
西日本旅客鉄道（JR西日本）
- 木次線：出雲八代駅 - 出雲三成駅 - 亀嵩駅 - 出雲横田駅 - 八川駅 - 出雲坂根駅 - 三井野原駅
  - 出雲坂根駅と三井野原駅間には、JR西日本では唯一の2段スイッチバックが存在する。また同区間で列車内から奥出雲おろちループを見ることができる。

### 道路

#### 高速道路
- 町内に高速道路施設はない。主な最寄りICは次の通り。
  - 安来IC（山陰道・鳥取・米子方面から仁多・横田へ）
  - 三刀屋木次IC（松江道・松江方面から仁多・横田へ）
  - 雲南吉田IC（松江道・松江方面から仁多南部（阿井など）へ）
  - 高野IC（松江道・広島方面から仁多・横田へ）
  - 新見IC（中国道・岡山・津山方面から横田へ）
  - 庄原IC（中国道・広島方面から横田へ）

#### 一般国道
- 国道314号 - 奥出雲おろちループ
- 国道432号

#### 県道・その他
- 大仁広域農道
- 緑資源機構林道日野・金城線

#### 道の駅
- 道の駅奥出雲おろちループ
- 道の駅酒蔵奥出雲交流館

### バス
- 奥出雲交通 - 町内は大人200円・小児100円均一。同社は奥出雲町が96%、一畑電気鉄道が4%を出資している第三セクターのバス事業者。
  - 元々は一畑電気鉄道（現在は分社化され路線バスは一畑バスとして運行）三成営業所の廃止に伴い、仁多町（当時）が96%、一畑電気鉄道が4%を出資して第三セクターの新会社・仁多交通を設立し、1996年5月1日に旧仁多町で運行を開始。同時に、同じ三成営業所が担当していた旧横田町は日ノ丸自動車（日ノ丸バス）が引き継いだ。
  - その後、合併により奥出雲町となったことに伴い、効率化のためバス路線の一元化を図ることになった。一元化は2005年10月1日に実施され、仁多交通は奥出雲交通に改称し日ノ丸自動車（日ノ丸バス）が運行していた旧横田町の路線はすべて奥出雲交通へ移管され、旧横田町内の運賃も旧仁多町の運賃に統一するため大人150円・小児80円均一から大人200円・小児100円均一へ値上げされた。

## 名所・旧跡・観光スポット・祭事・催事・スポーツ
- 可部屋集成館
  - 櫻井家住宅（国の重要文化財）
  - 櫻井氏庭園（国の名勝）
- 絲原記念館
  - 絲原家居宅（国の登録有形文化財）
  - 絲原氏庭園（国の名勝）
- 卜蔵庭園
- 奥出雲多根自然博物館
- 斐乃上温泉
- 鏡ヶ池
- 日本基督教団横田相愛教会（旧救世軍横田小隊）
- 日刀保たたら（日本美術刀剣保存協会所管）- 日本刀の原料となる「玉鋼・和鋼」を生産する、日本で唯一操業するたたら。
- 奥出雲おろち号 - 木次線木次駅 - 備後落合駅間を走るトロッコ列車。
- 延命水（島根県の名水百選）
- ホッケー - くにびき国体の会場となってから盛ん。

### 国の天然記念物
- 鬼の舌震
- 竹崎のカツラ
- 岩屋寺の切開

### 重要文化的景観
2014年、町域全体に分布する製鉄場跡と棚田が「奥出雲たたら製鉄及び棚田の文化的景観」の名称で重要文化的景観として選定されている。奥出雲の棚田は、製鉄に必要な砂鉄と木炭を確保するため山を切り崩し、その跡地地形を棚田に転用した二次産業（工業）から一次産業（農業）への変遷を物語るものである。稲原・追谷・山県・小万歳・旭・大谷・雨川・真地・福頼（中丁と蔵屋の一部を含む）の各集落からなる。農林水産省　つなぐ棚田遺産～ふるさとの誇りを未来へ～　にも認定されている（追谷、大原新田、いわけ）。

### 日本遺産
2016年、日本遺産の「出雲國たたら風土記 ～鉄づくり千年が生んだ物語～」として安来市・雲南市とともに認定された。

## 名物・特産品
- 仁多米
- しまね和牛
- 仁多もち
- 出雲そば（奥出雲そば）
- 雲州そろばん （生産額は全国シェアの70%）[3]
- 椎茸（奥出雲椎茸）
- 舞茸（奥出雲舞茸）
- 包丁（雲州幸光刃物）
- 出雲おろち大根
- 黒刀 月下の笹（moonsasa）

## 出身人物
- 大橋武夫：政治家、官僚、弁護士。労働大臣、運輸大臣、警察予備隊担当大臣を歴任
- 足立明：放送作家、脚本家、作家
- 高橋啓恵：なぞなぞ作家

## 奥出雲町を舞台とした作品
小説
- 松本清張『砂の器』『田舎医師』（1961年）
- 高田崇史『オロチの郷、奥出雲 古事記異聞』（2018年）

映画
- 砂の器（1974年）
- たたら（2022年）

テレビドラマ
- 砂の器（1991年、2004年、2019年）
- VIVANT（2023年、TBS)

ドキュメンタリー
- 新日本風土記「奥出雲」（2024年11月11日、NHK-BS）[4]